# Impatiens barbata
Impatiens barbata là một loài thực vật có hoa trong họ Bóng nước. Loài này được H.F. Comber mô tả khoa học đầu tiên năm 1934.